# تينا كوتيك
تينا كوتيك (مواليد 20 سبتمبر 1966) هي سياسية أمريكية شغلت منصب رئيسة مجلس نواب أوريغون في الفترة من 2013 حتى 2022.